# Krillin
Krilin (クリリン) là một nhân vật trong bộ truyện tranh  Bảy viên ngọc rồng, cùng với Sôn Gôku là những học trò của Quy lão tiên sinh. Anh là một trong những người Trái Đất mạnh nhất, với chỉ số đạt được là 510.000 đơn vị.

## Xuất thân
Krilin ở Thiếu Lâm Tự 8 năm và bị anh em đồng môn phái Thiếu lâm khinh miệt nhưng Krillin không hề nản chí, và vào một ngày nọ Krilin rời Thiếu Lâm Tự tìm Quy Lão tiên sinh Kamê học võ (trước khi được Quy lão thu nạp Krilin có theo dõi ông một thời gian).

## Bản thân
Là bạn đồng môn và là bạn thân nhất của Sôngôku. Trong thời gian tu luyện với Quy Lão Kamê, Gôku luôn hơn Krilin một bậc. Krilin là một người bạn tốt và hiền lành (tuy đầu bộ truyện hơi ma mãnh một chút). Anh cũng từng 4 lần tham gia Đại hội võ thuật. Thành tích tốt nhất của anh là lọt vào bán kết.
Dù không mạnh nhưng Krilin là người có khả năng sáng tạo những chiêu thức đẹp mắt và có độ sát thương rất cao. Trong khi Songoku ngày càng trở nên mạnh mẽ, tiêu diệt trùm này đến trùm khác dưới sự "giúp sức" của tác giả Arika thì anh chàng Krillin lại an phận dưới thân phận một người chồng của Android 18. Mặc cho cậu nhóc đầu trọc này tập luyện để trở nên mạnh mẽ đến thế nào thì cậu vẫn chỉ núp bóng sau Songoku và Piccolo trong các trận chiến lớn. Mang danh là người Trái Đất mạnh nhất và từng sát cánh cùng Songoku chống lại các cuộc tấn công Saiyan của Vegeta nhưng điều này khó có thể diễn ra lần nữa trong những trận chiến tương lai khi đối thủ của họ ngày càng trở nên mạnh mẽ hơn rất nhiều.
Krillin là một nhân vật đời thường, có đủ thói hư tật xấu của loài người và không quá hoàn mỹ như anh chàng Son Go Ku. Ngay từ bé, cậu rất thông minh, khôn ngoan khi lấy lòng sư phụ lẫn mọi người. Do đó việc cưa cẩm một cô nàng rô bốt sát thủ chỉ là chuyện nhỏ, có thể thực hiện trong tầm tay.
Sau khi được giải thoát khỏi phong ấn của tiến sĩ Gero, cô nàng Android 18 đã chán ngấy cuộc sống giết chóc hay phá hủy mọi thứ như lập trình. Cô bắt đầu tò mò về thế giới của người bình thường, có chút rung động với gã Krillin "bám đuôi".
Khi Krillin bày tỏ ước muốn biến Android 18 thành con người bình thường, cô nàng đã bị "đốn ngã"hoàn toàn. Thậm chí cô suy nghĩ cẩn thận về tương lai của hai người. Sau đó Krillin hoàn tục, nuôi tóc và kết hôn với Android 18, người đẹp số một Dragon Ball, với vẻ đẹp và sự trẻ trung vĩnh hằng (Android 18 sẽ mãi mãi ở tuổi 18 và không già đi, do nghiên cứu của Dr. Gero)... Họ đã có một bé gái xinh xắn, lanh lợi tên Marron.
Sau đại chiến với Cell (Xên Bọ Hung), nhân loại đối diện với hàng loạt kẻ thù mới đến từ thiên hà như Ma Bư, tàn dư của quân đội F hay các vị thần thiếu thân thiện. Vợ chồng Krillin sẵn sàng từ bỏ cuộc sống yên bình, khoác lên bộ quần áo chiến binh để chung tay bảo vệ địa cầu.

## Cuộc đời
Trừ cuộc chiến với King Piccolo và Majin Buu, anh góp sức vào tất cả cuộc chiến xuyên suốt bộ truyện.

### Cuộc đổ bộ của người Saiyan
Năm năm trôi qua kể từ khi Goku đánh bại Piccolo tại Đại hội Võ thuật Thế giới lần thứ 23, anh, Goku và Bulma tham dự một cuộc hội ngộ tại ngôi nhà trên đảo của Quy Lão Tiên Sinh, nơi Goku giới thiệu con trai là Son Gohan với họ.Trong khi đó, Krillin cũng rất ngạc nhiên như những người khác bởi sự xuất hiện của anh trai Goku, Raditz, người tiết lộ nguồn gốc của Goku như là một người Saiyan và dùng đuôi quất Krillin, mang Gohan đi cùng hắn để ép Goku. Krillin và Quy Lão Tiên Sinh đề nghị giúp đỡ Goku đánh bại Raditz. Nhưng bất ngờ thay, Piccolo đã liên thủ với Son Goku để hợp sức chống lại Raditz. Sau khi Piccolo giết Raditz (và cả Goku) bằng đòn Makankosappo, Krillin đến hiện trường và đến bên Goku khi người bạn thân nhất của mình đang cận kề cái chết, hứa sẽ hồi sinh cậu bằng Ngọc Rồng. Anh cũng chứng kiến Piccolo đưa Gohan đi cùng để huấn luyện nhưng không thể làm gì được vì Piccolo quá mạnh đối với anh.
Biết tin sẽ có hai người Saiyan đổ bộ vào năm sau, Krillin cùng Yamcha, Tien Shinhan, Chiaotzu, Yajirobe luyện tập ở Thiên giới theo lời Thượng đế và họ đã trở nên mạnh mẽ hơn trước rất nhiều. Khi đối đầu với Nappa và chứng kiến từng người bạn lần lượt bỏ mạng, Krillin đã vô cùng tức giận và cố gắng hết sức để bảo vệ Gohan cũng như trả thù cho bạn bè nhưng đã thất bại vì kẻ địch quá mạnh. May mắn thay, Son Goku đã đến kịp lúc và đánh bại Nappa bằng Kaio-ken. Khi Goku bị Vegeta (ở dạng Great Ape) bóp gãy xương thì Krillin vẫn quyết định cùng Gohan quay lại để cứu bạn. Cuối cùng, Krillin đã không xuống tay với Vegeta theo lời khẩn cầu "muốn đấu với hắn một cách công bằng" của Goku.

### Tìm kiếm Ngọc Rồng Namek
Vì Piccolo đã chết, nên Thượng đế cũng chết theo, Ngọc Rồng không hoạt động và do đó Namek Saga bắt đầu, với cái chết dường như vĩnh cửu của Piccolo, Thượng đế, Yamcha, Tien và Chiaotzu. May mắn thay, Krillin đưa ra ý tưởng rằng nếu Ngọc Rồng được tạo ra bởi người Namek, thì họ có thể đi đến quê hương của Piccolo - hành tinh Namek - sử dụng 7 viên ngọc rồng để hồi sinh những người bạn đã chết. Trong khi Krillin đã hoàn toàn hồi phục sau những thương tích của mình trong bệnh viện, ông Popo cho Bulma biết về chiếc phi thuyền cũ của Kami và tốc độ phi thường của nó. Sau đó, Bulma, Krillin, và Gohan đi vào tàu vũ trụ hướng tới hành tinh Namek để bắt đầu nhiệm vụ của họ. Sau một vài ngày trên đường đi, cả ba đến và khám phá ra rằng hành tinh hòa bình này đang bị bao vây bởi đoàn quân của Frieza - kẻ đã huỷ diệt hành tinh Vegeta (quê hương của Goku và Vegeta). Điều tồi tệ hơn là Vegeta cũng đang trên hành tinh Namek. Sau khi chứng kiến những tay sai của Frieza giết một vài dân làng người Namek, Gohan và Krillin cứu một đứa trẻ tên là Dende và anh giúp họ trốn thoát Dodoria bằng Thái Dương Quyền.
Sau đó, Dende đưa Krillin đến chỗ Đại trưởng lão - Quốc vương của Namek - để ông giải phóng sức mạnh tiềm ẩn bên trong anh, làm cho sức mạnh của Krillin tăng lên theo cấp số nhân. Anh cũng trở lại đón Gohan và đưa cậu bé đến nơi ở của Đại trưởng lão để giải phóng tiềm năng của cậu, giúp ích cho những trận chiến sau này. Nhưng Vegeta đã phát hiện và đuổi theo họ. Khi tới nơi, mọi người ở đó đều cảm nhận được có 5 luồng sức mạnh vô cùng lớn đang tiến tới hành tinh Namek. Vegeta nhận ra đó là Đội đặc nhiệm Ginyu do Frieza phái tới. Hắn buộc phải liên thủ với Krillin và Gohan để chống lại bọn chúng. Không may, những viên Ngọc Rồng mà hai bên đã thu thập đều bị Ginyu lấy hết và mang về cho Frieza. Krillin và Gohan đã phải chiến đấu trong trận đánh với Guldo và Recoome. Khi chiến đấu với Recoome, Krillin đá vào đầu để bảo vệ Vegeta khỏi chiêu Eraser Gun và hậu quả là Recoome bị gãy mất sáu cái răng. Tức giận, Recoome trả đũa bằng cách đá Krillin ở phía sau cổ khiến anh không đứng lên nổi cho đến khi anh được Goku cho ăn đậu thần kịp lúc. Nhờ những lần luyện tập với trọng lực cao gấp 100 lần Trái Đất, Goku đã xử lý nhanh chóng Đội đặc nhiệm Ginyu nhưng Goku đã bị trọng thương và được Vegeta đưa bể phục hồi để dưỡng thương.
Khi Tể tướng Nail ở lại chiến đấu với Frieza để câu giờ, Dende đã đến và cho họ biết câu thần chú để kích hoạt Ngọc Rồng Namek bằng tiếng Namek. Nhân lúc Vegeta đang ngủ, Krillin và Gohan đã triệu hồi rồng thần Namek, ước cho Piccolo hồi sinh và được đưa đến Namek. Vegeta thức dậy sau đó và tức giận vì Krillin và Gohan đã cướp ngọc rồng, hắn bắt Dende ước cho mình bất tử nhưng nhưng không được vì Đại trưởng lão đã qua đời khi họ chưa kịp dùng điều ước thứ ba. Krillin phát hiện ra Frieza đã chứng kiến tất cả, hắn vô cùng phẫn nộ và họ phải lao vào trận tử chiến với kẻ nguy hiểm nhất vũ trụ. Frieza biến hình lên dạng thứ hai, hắn cố tiêu diệt Dende nhưng Krillin đã đỡ đòn thay và rơi xuống nước. Trong lúc Gohan nổi giận và tấn công Frieza thì Dende đã kịp chữa trị vết thương cho Krillin. Sau một hồi vất vả, Piccolo xuất hiện nhưng cũng không thể cứu vãn tình hình khi Frieza biến thành dạng cuối cùng. Khi Goku đã lâm vào thế bí và quyết định sử dụng Nguyên Khí Cầu, Krillin và Gohan đã giúp Piccolo đánh lạc hướng Frieza bằng đòn chưởng khí từ nội lực còn sót lại của mình. Mọi chuyện tưởng chường đã kết thúc êm đẹp thì Frieza vẫn còn sống sau đòn chí mạng, hắn bắn một luồng năng lượng xuyên qua Piccolo và dùng siêu nhiên lực (telekinesis) đưa Krillin lên cao và khiến anh phát nổ sau đó. Cuối cùng, nhóm Bulma đã được những người Namek tốt bụng cho sử dụng Ngọc Rồng Namek để hồi sinh cậu cùng những người bạn để trả ơn việc họ được Bulma cung cấp chỗ tá túc khi ở Trái Đất.

### Android và Cell
Do sức mạnh quá chênh lệch so với kẻ thù nên Krillin không góp sức nhiều. Từ 1 nụ hôn của Số 18, anh đã có tình cảm sâu đậm với cô. Anh đã giẫm nát thiết bị kích hoạt quả bom trong cơ thể của Android 18, dù anh có nhiệm vụ tiêu diệt cô ấy. Cuộc chiến với Cell kết thúc, anh đã thỉnh Rồng thần gỡ bỏ trái bom tự hủy trong cơ thể Số 18. Số 18 hiểu ra tấm lòng của anh. Không lâu sau họ thành vợ chồng, và có một đứa con gái 3 tuổi vô cùng đáng yêu và xinh đẹp tên Marron. Cô bé được sinh ra ngay giữa hai phần truyện về Cell và Majin Buu nhưng trong phiên bản truyện tranh thì cô nhóc này không thể hiện gì quá đặc biệt nên nhiều độc giả chưa biết rõ ràng về sức mạnh của cô bé này.
Trên thực tế thì Marron là con của hai người mạnh hàng đầu trên thế giới. Bởi dù Krillin là một anh chàng yếu đuối so với các nhân vật khác nhưng trên thực tế thì anh ta cũng đứng hàng top trong số những người Trái Đất mạnh nhất rồi. Còn vợ anh ta, cô nàng Số 18 thì không cần nói, chúng ta cũng biết cô ta mạnh như nào rồi nên chắc chắn con gái của họ cũng không phải là dạng vừa đâu...

## Hình dáng và ý nghĩa tên gọi
Giống như hầu hết các nhân vật khác trong bộ truyện, tên của Krillin (Kuririn) là một sự chơi chữ. Trong tiếng Nhật, hai âm tiết đầu tiên là Kuri, có nghĩa là "hạt dẻ" (tác giả muốn ám chỉ cái đầu không có tóc của cậu), phần thứ hai của tên của cậu xuất phát từ Shorin (Thiếu Lâm), nhân vật của cậu được tạo hình theo nguyên mẫu một nhà sư Thiếu Lâm tự.
Sáu dấu chấm trên trán của Krillin là do bỏng hương trong thời gian đi tu tại chùa Thiếu Lâm

## Diễn viên lồng tiếng
- Nhật Bản: Tanaka Mayumi
- Ocean dub: Terry Klassen
- Funimation dub: Sonny Strait (Adult); Laurie Steele (Kid)
- Latin American Dub: Rossy Aguirre (up until the first half of the Freezer saga); Eduardo Garza (second half of Freezer saga and Cell saga); Luis Daniel Ramírez (Boo saga)
- Brazilian Dub: Fábio Lucindo
- German Dub: Wanja Gerick (DBZ & onward)
- Lồng tiếng Việt: Hoàng Khuyết (Dragon Ball), Trường Tân (DB Kai), Chơn Nhơn (DB Z Kai the final chapter và Dragon Ball Super)